# Tetris

Piesele jocului Tetris: I, L, J, O, S, T, Z.

Tetris (în rusă: Тетрис) este un joc video de puzzle creat de inginerul de calculatoare sovietic/rus Alexei Pajitnov în iunie 1984. Numele jocului a fost derivat din grecescul tetra, pentru a face referire că toate piesele sunt formate din patru pătrățele, și tenis, care era jocul preferat al creatorului.
Jocul a cunoscut o adevărată explozie în țările est-europene, odată cu apariția jocurilor electronice de mână, generând o adevărată isterie și dependență.
În Tetris jucătorii completează linii prin mișcarea pieselor cu forme diferite care coboară în spațiul jocului. Liniile completate dispar și oferă jucătorului puncte, iar jucătorul poate să avanseze în completarea spațiilor libere. Jocul se termină când ecranul este plin. Cu cât jucătorul poate să amâne completarea ecranului cu atât scorul va fi mai mare. În jocurile de tip multiplayer, jucătorii trebuie să reziste mai mult decât oponenții lor, iar în unele versiuni jucătorii pot să își penalalize adversarii prin completarea unui număr semnificativ de linii.

## Istorie
În 1977, Pajitnov a lucrat ca stagiar de vară la Academia Sovietică de Științe. După ce a absolvit, în 1979, a acceptat un loc de muncă acolo, lucrând la recunoașterea vorbirii la Centrul de Calcul Dorodnițîn al Academiei.:86 După ce Centrul de Calcul a primit echipamente noi, cercetătorii de acolo au scris un mic program pentru el, pentru a testa capacitățile de calcul. Potrivit lui Pajitnov, aceasta „a devenit scuza [lui] pentru a face jocuri”. Jocurile pe calculator erau fascinante pentru el, deoarece ofereau o modalitate de a reduce decalajul dintre logică și emoție, iar Pajitnov era interesat atât de matematică, cât și de puzzle-uri, precum și de psihologia calculului.:76

Tetris

În căutarea inspirației, Pajitnov și-a amintit din copilărie despre jocul de pentomino, un joc în care utilizatorul creează figuri folosind cinci pătrate identice conectate prin laturi. Amintindu-și de dificultatea pe care a avut-o în a pune piesele înapoi în cutia lor, Pajitnov s-a simțit inspirat să creeze un joc bazat pe acest concept. Folosind un computer sovietic model Electronika 60 în Centrul de Calcul, el a început să lucreze la ceea ce a devenit prima versiune de Tetris. După ce a scris primul prototip în două săptămâni, Pajitnov a petrecut mai mult timp testând și adăugând linii noi jocului, finalizându-l la 6 iunie 1985. Această versiune primitivă nu avea nivele sau sistem de punctare, dar Pajitnov știa că are un joc cu un potențial grozav, deoarece nu se putea opri din a-l juca la serviciu.
Jocul a atras interesul unor colegi precum colegul programator Dmitri Pevlovski, care l-a ajutat pe Pajitnov să ia legătura cu Vadim Gherasimov, atunci un stagiar de 16 ani la Academia Sovietică. Pajitnov a vrut să creeze o versiune color a lui Tetris pentru computerul personal IBM și a cerut stagiarului să-l ajute. Gerasimov a creat versiunea pentru PC în mai puțin de trei săptămâni și, cu contribuțiile lui Pevlovski, a durat încă o lună adăugând noi funcții, cum ar fi sistemul de ținere a scorului și efecte sonore.:300:78Jocul, disponibil pentru prima dată în Uniunea Sovietică, a apărut în Occident în 1986. 
Pajitnov a creat o continuare a lui Tetris, intitulată Welltris, care are același principiu, dar are loc într-un mediu tridimensional în care jucătorul vede zona de joc de sus. Tetris a fost licențiat și administrat de compania sovietică ELORG (Electronorgtechnica), care deținea monopolul importului și exportului de hardware și software de calculator în Uniunea Sovietică și i-a făcut publicitate cu sloganul „Din Rusia cu dragoste” (pe NES: „Din Rusia cu distracție!"). Deoarece era un angajat al guvernului sovietic, Pajitnov nu a primit drepturi de autor.
Pajitnov, împreună cu Vladimir Pohilko, s-au mutat în Statele Unite în 1991 și mai târziu, în 1996, a fondat The Tetris Company cu Henk Rogers, ceea ce i-a permis în cele din urmă să aibă drepturi de autor asupra jocului său și să fie plătit.